# Paul Féval (Schriftsteller, 1816)

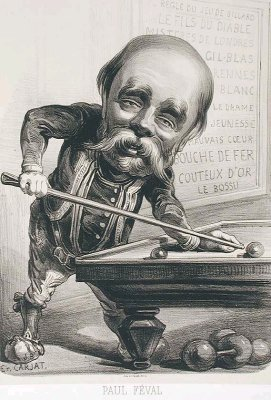
Paul Féval. Lithografie von Étienne Carjat, nach 1862

Paul Henry Corentin Féval (* 30. September 1816 in Rennes, Département Ille-et-Vilaine; † 8. März 1887 in Paris) war ein französischer Schriftsteller. Er schrieb auch unter dem Pseudonym Sir Francis Trolopp.
Féval verfasste eine Vielzahl von Abenteuer- und Kriminalromanen, die ihn Mitte des 19. Jahrhunderts zu einem der populärsten und erfolgreichsten Autoren Frankreichs werden ließen. Sein Bekanntheitsgrad glich dem Honoré de Balzacs und Alexandre Dumas’, auch außerhalb seines Landes.

## Leben
Féval war der Sohn von Jean-Nicolas Féval und dessen Ehefrau Jeanne Joséphine Le Baron. Sein Vater war Jurist und Mitarbeiter der staatlichen Domänenverwaltung am „cour royale“ in Rennes, seine Mutter war die Enkelin des Juristen Henri François Potier de La Germondaye. Durch die Revolution und die darauf folgenden Kriege verarmte die Familie. Zur Zeit seiner Geburt bewohnte die Familie eine Wohnung im Hôtel de Blossac in der Altstadt von Rennes nahe der Cathédrale Saint-Pierre.
Ab 1826 besuchte Féval das Collège royal in seiner Heimatstadt. Im darauffolgenden Jahr starb sein Vater und Féval konnte, versorgt mit einem kleinen Stipendium der Stadt, weiter die Schule besuchen. Während der Julirevolution von 1830 brachte sich die Familie bei einem Verwandten in Glénac (Département Morbihan) in Sicherheit. Anfang Juni 1831 konnte Féval zusammen mit seiner Familie zurück nach Rennes kommen und dort bis 1833 weiter zur Schule gehen.
Sofort im Anschluss daran begann er an der Universität Rennes Rechtswissenschaft zu studieren und avancierte drei Jahre später zum Anwalt. Nach dem unglücklichen Verlauf seines ersten Prozesses gab Féval diesen Beruf wieder auf. Nach einem vergeblichen Versuch wieder zurück an seine Universität zu kommen, ging er im August 1837 nach Paris. Dort lebte er bei Verwandten und versuchte sich als Angestellter in einer Bank. In dieser Zeit begann Féval mit ersten literarischen Versuchen.
Diese gestalteten sich schwierig, da alle seine Manuskripte abgelehnt wurden. Erst 1841 wurde sein Roman „Le Club des phoques“ als Feuilletonroman in der 
Zeitschrift Revue de Paris veröffentlicht. Der Verleger Louis-Désiré Véron (1798–1867) zeigte sich begeistert und förderte ihn nach Kräften. Nach dem Eugène Sue mit seinem Roman „Les mystères de Paris“ sehr erfolgreich war, beauftragte der Verleger Anténor Joly (1799–1852) Féval mit einem Roman ähnlichen Inhalts. Der Roman „Les mystères de Londres“ wurde auf Wunsch Jolys unter dem Pseudonym Sir Francis Trolopp veröffentlicht um für das englischsprachige Publikum interessanter zu sein.
Féval blieb auch 1848 während der Februarrevolution und dem Aufstand im Juli desselben Jahres seiner konservativen Haltung treu. 1853 publizierte er das Chanson „Monsieur de Charette“. Dieses Lied wurde unter dem Titel „Prend ton fusil, Grégoire!“ ein oft gesungenes Lied aller Royalisten Frankreichs.
Am 4. März 1854 heiratete Féval in Paris Françoise Josephine Pénoyée, eine Tochter seines Hausarztes, und hatte mit ihr eine Tochter und zwei Söhne: Marie (* 1862), Paul (* 1860) und Auguste (* 1858). Bis an sein Lebensende lebte Féval in einer großen Wohnung in der Rue Oudinot 19 (7. Arrondissement) in Paris.
1857 entstand der Fortsetzungsroman „Le bossu“, der später von seinem Sohn Paul fortgeschrieben wurde. 1862 gründete Féval die Zeitschrift Jean Diable, passend nach seinem gleichnamigen Roman. Der Schriftsteller Émile Gaboriau wurde einer seiner ersten Mitarbeiter. Seit seinen ersten Veröffentlichungen war Féval Mitglied der Schriftstellervereinigung Société des gens de lettres (SGL). Anlässlich einer Veranstaltung der Gesellschaft machte er 1863 die Bekanntschaft von Charles Dickens und freundete sich mit diesem an.
1865 wurde er als Nachfolger von Emmanuel Gonzalès (1815–1887) zum Präsidenten der SGL gewählt und hatte dieses Amt bis 1868 inne. Ein zweites Mal fungierte er in diesem Amt von 1874 bis 1876 al Nachfolger von Agénor Altaroche (1811–1884).
Zu Beginn des Deutsch-Französischen Kriegs verließ Féval zusammen mit seiner Familie Paris und zog sich nach Rennes zurück. Erst nach den Tagen der Pariser Kommune kehrten sie nach Paris zurück. Als sich die politische Lage nach dem Krieg wieder beruhigt hatte, hoffte Féval auf die Aufnahme in die Académie française: 1873 wählte man statt ihn den Historiker Charles de Viel-Castel und zwei Jahre später zog man den Philosophen Jules Simon ihm vor.
Im Herbst 1875 konnte das Osmanische Reich unter Sultan Abdülhamid II. seine Auslandsschulden nicht mehr begleichen. Viele Anleger in Frankreich verloren dadurch ihr Vermögen, auch Féval wurde dadurch in den Konkurs getrieben. In dieser Zeit entdeckte Féval für sich das Réveil (→Erweckungsbewegung). Von Abbé Louis Roussel (1825–1897) wurde er 1876 als Redakteur für dessen wöchentliches Magazin „La France illustrée“ engagiert. Von diesem unterstützt und beeinflusst, wurde er ab 1876 zum Ultramontanisten. In diesen Jahren begannen die Verkaufszahlen seiner literarischen Werke zu stagnieren, da sich der Geschmack der Leser geändert hatte. Abgesehen davon schrieb Féval ab 1870 seine Werke im Sinne der katholischen Morallehre um.
Féval litt an Hemiplegie und im April 1884 starb seine Ehefrau. Er litt an Depressionen und bedurfte immer häufiger der Pflege, welche der Ordre hospitalier de Saint-Jean-de-Dieu übernahm. 1887 starb Paul Féval in Paris und fand seine letzte Ruhestätte im Familiengrab auf dem Cimetière Montparnasse (Division 26).

## Ehrungen
- Die Rue Paul-Féval in Paris (18. Arrondissement) wurde ihm zu Ehren benannt
- Die Rue Paul-Féval in Rennes trägt ebenfalls seinen Namen
- 1984 stiftete die Société des gens de lettres auf Anregung von Févals Urenkelin Suzanne Lacaille (1933–2021) den Grand Prix Paul-Féval

## Werke
- Le Club des phoques. Paris 1841.
- Les Mystères de Londres. Paris 1843.
  - Deutsch: Die Geheimnisse von London. Fleischer, Leipzig 1844 (übersetzt von Ludwig Eichler)[5]
  - Deutsch: Londoner Mysterien. Ein Sittengemälde (= Das belletristische Ausland). Franckh, Stuttgart 1844 (3 Bände)
- Le Capitaine Spartacus. Paris 1843.
- Les Chevaliers du Firmament. Paris 1843.
  - Deutsch: Die Ritter vom Firmament. Basse, Quedlinburg 1853 (3 Bände)
- Le Loup Blanc. Michel, Paris 1977, ISBN 2-226-00564-1 (Nachdruck d. Ausg. Paris 1843).
- Les aventures d'un émigré. Paris 1844.
- Les Amours de Paris. Paris 1845 (2 Bände)
  - Deutsch: Pariser Liebschaften. Franckh, Stuttgart 1846 11 Teile in 3 Bänden, übersetzt von Johannes Scherr
- La Quittance de minuit. Paris 1846.
  - Deutsch: Die Mitternachtsquittung. Verlags-Comptoir, Grimma 1847 (4 Bände, übersetzt von A. Küster).
- Le Fils du diable. Paris 1846.
  - Deutsch: Der Sohn des Teufels. Costenoble & Remmelmann, Leipzig 1851 (3 Bände, übersetzt von August Diezmann)
- Le Château de Croïat. Paris 1848.
  - Deutsch: Schloss Croyat. A. Sacco Verlag, Berlin 1849.
  - Deutsch: Das geheimnisvolle Schloss. Paulinus-Druckerei, Trier 1882.
- Les Belles de nuit. Paris 1849/50.
  - Deutsch: Die Nachtschönen oder des Hauses Schutzengel. A. Sacco Verlag, Berlin 1852 (7 Teile in 3 Bänden, übersetzt von P. Uttech).
- Fée des Grèves. Picollet, Paris 1981, ISBN 2-86477-031-8 (Nachdruck d. Ausg. Paris 1850)
- Beau démon. Paris 1850.
  - Deutsch: Schöner Teufel. Caput Musikverlag, Jena 2021, ISBN 978-3-9817913-3-4 (Nachdruck d. Ausg. Grimma 1853)
- Le capitaine Simon. Paris 1851.
  - Deutsch: Der Capitain Simon. Verlags-Comptoir, Jena 1852 (übersetzt von H. Bertholdi)
  - Deutsch: Capitain Simon. Caput Musikverlag, Jena 2021, ISBN 978-3-9817913-6-5.
- Les tribunaux secrets. Ouvrage historique. Paris 1851/52.
- La Sœur des Fantomes. Paris 1852 (1867 unter d. Titel Les Revenants).
- La louve. Paris 1857 (4 Bände)
- L'homme de fer. Paris 1855/56.
  - Deutsch: Der eiserne Mann und andere Rittergeschichten. Artia-Verlag, Prag 1988, Seiten 7–53 (illustriert von Gustav Krum, übersetzt von Anneliese Brězinová)[6]
- Madame Gil Blas ou les Mémoires d'une femme de notre temps. Paris 1856.
- Les couteaux d'or. Paris 1856.
- La Vampire. Paris 1856.
- Le Bossu. Paris 1857.
  - Deutsch: Der Bucklige. Oestergaard, Berlin 1928 (Nachdruck der Ausgabe Berlin 1857)
- Les Compagnons du silence. Paris 1857.
- Le roi des gueux. Paris 1859.
- Le Capitaine fantôme. Paris 1862.
  - Deutsch: Capitain Phantom. Roman aus der Zeit des Unabhängigkeitskrieges. Markgraf, Wien 1862/63 (3 Bände, übersetzt von A. Scarneo)
- Le Chevalier Ténèbre. Paris 1862.
- Jean-Diable. Paris 1863.
- Les Habits Noirs. Paris 1863/75.
- La Cavalière. Paris 1865/66 (2 Bände)
- Le Cavalier Fortune. Paris 1868.
- Le quai de la ferraille. Paris 1869.

1. Marionette la basquaise.
2. Messieurs de l’aventure.

- Le Chevalier de Keramour. Paris 1873.
- La Ville-Vampire ou le malheur d’ecrire des romans noir. Édition Ombres, Toulouse 2000, ISBN 2-84142-132-5 (Nachdruck der Ausg. Paris 1874/75, 2 Bände)
- Les cinq. Paris 1875.
- La première aventure de Corentin Quimper. Édition Découverance, Rennes 1994, ISBN 2-910452-07-7 (Nachdruck d. Ausg. Paris 1876).

## Verfilmungen
- Jean Delannoy (Regie): Ritter der Nacht. – Frankreich 1944 (nach dem Roman Le bossu)
  - Remake: André Hunebelle (Regie): Der Gejagte. – Frankreich 1959.
  - Remake: Philippe de Broca (Regie): Duell der Degen. – Frankreich 1997.
- León Klimovsky (Regie): Liebe, Hass und scharfe Klingen. – Frankreich 1955.